# رسائل عضوية
الرسائل العضوية هي مجلة علمية نصف شهرية تتم مراجعتها من قبل الأقران، وتنشر منذ عام 1999 من قبل الجمعية الكيميائية الأمريكية. في عام 2014، انتقلت المجلة إلى الوصول المفتوح الهجينة.
تتم فهرسة الرسائل العضوية في: خدمة الخلاصات الكيميائية، نت لايبراري، المكتبة البريطانية، ببمد، شبكة العلوم.
تنشر الرسائل العضوية تقارير موجزة عن مجموعة واسعة من أبحاث الكيمياء العضوية. كان رئيس التحرير المؤسس عاموس سميث. منذ عام 2019، يشغل إريك إم كاريرا منصب رئيس التحرير.
تعمل الرسائل العضوية كمنصة لتوصيل الأبحاث في: الكيمياء العضوية (بما في ذلك كيمياء المعادن العضوية والمواد الكيميائية)، والكيمياء العضوية الفيزيائية والنظرية، وعزل المنتجات الطبيعية وتوليفها، والمنهجية التركيبية الجديدة، والكيمياء الحيوية والطبية.